# Андагойя, Паскуаль де
Паскуа́ль де Андаго́йя (исп. Pascual de Andagoya; 1495, Куартанго, провинция Алава, Испания — 18 июня 1548, Куско, Перу) — испанский конкистадор в Южной Америке с титулом аделантадо.

## Биография
Родился в деревне, по происхождению — баск.

Отправился в Америку с целью колонизации (в район Панамы, провинцию Дарьен) в 19-летнем возрасте 11 апреля 1514 года под началом генерала Педро Ариаса де Авила.
Узнав о существовании империи инков (Провинции Биру) в 1522 году, принял участие в походе в Перу, отправившись на юг и достигнув реки Сан-Хуан, где был номинально провозглашён губернатором. При попытке начать вторжение в империю инков, потерпел жестокое поражение. Вернулся в Панаму по причине болезни.
Позднее присоединился к походу Франсиско Писарро, Диего де Альмагро и Эрандо де Луке, с которыми был до 1536 года.

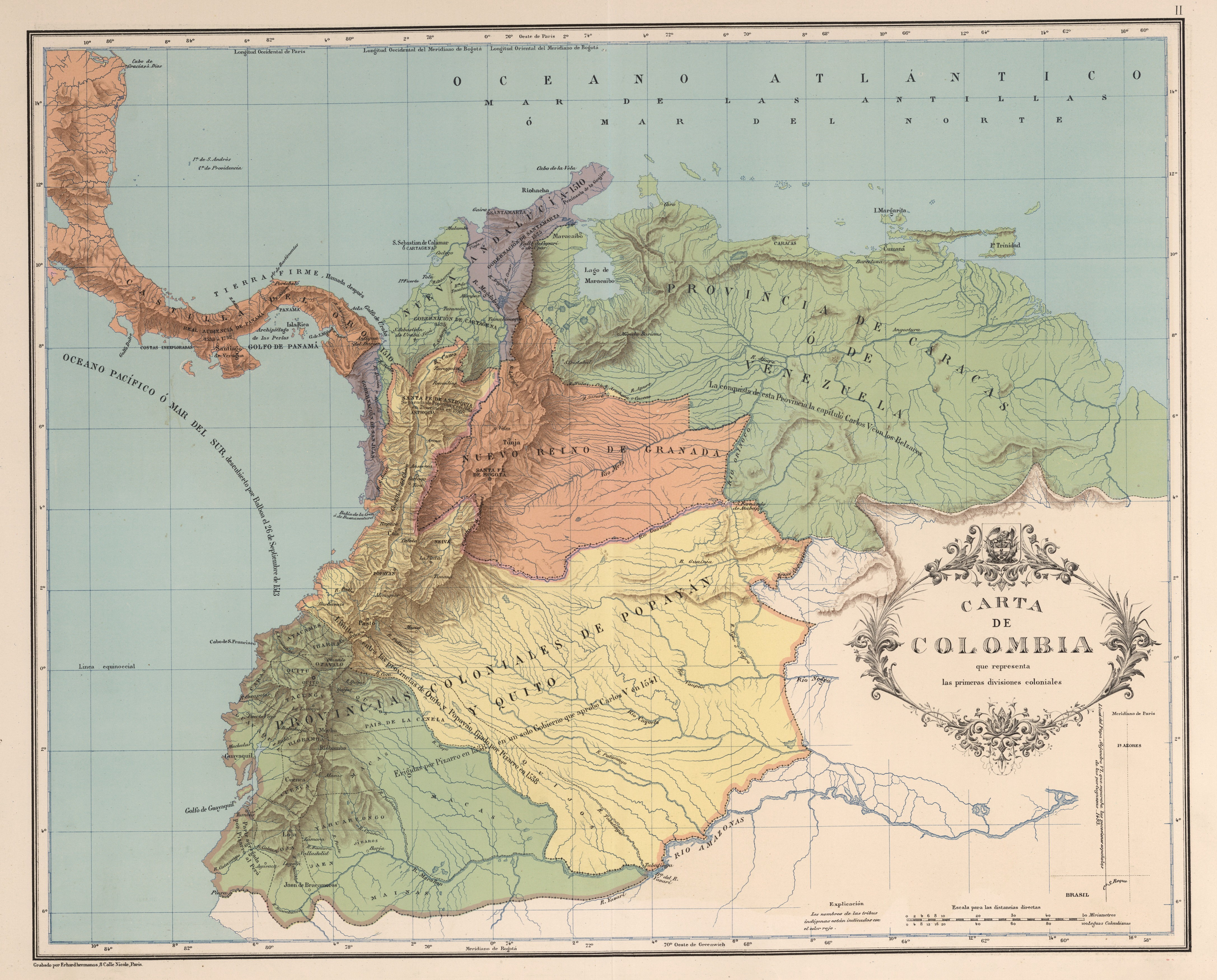
Карта «региона Сан-Хуан» 1539 года, провинция Попаян выделена жёлтым

В 1539 году король Карл I назначил его «висидатором индейцев».
В 1540 году провозгласил себя губернатором провинции Попаян.
В 1541 году отправил экспедицию во главе с Хорхе Робледо в район будущей Антьокии к заливу Ураба (северо-западная часть Колумбии), однако тот вошёл в конфликт с губернатором Картахены Педро де Эредия и был арестован, а Эредмия предпринял меры по отстранению Андагойи от власти.

В следующем 1542 году законный губернатор провинции Себастьян де Белалькасар сместил Андагойю и арестовал его.
Паскуаль де Андагойя умер в Куско 18 июня 1548.

## Произведения
Оставил доклад о провинциях Тьерра-Фирме и Золотая Кастилия

## Издания его произведений
- 1874 — Andagoya (Pascual de). Narrative of the proceedings of Pedrarias Davila in Tierra firme or Castilla del Oro, etc. (Original MS. in Spanish in Indian Archives, Seville).
- 1825 — См. Fernandez de Navarette (Martin) Colleccion de los Viages. Tom. iii. Madrid. 1825, etc. 4 .
- 1865 — Narrative of the proceedings of Pedrarias Davila in the provinces of Tierra firme or Castilla del Oro, and of the discovery of the South Sea and the coasts of Peru and Nicaragua. Translated and edited, with notes and an Introduction, by CI. R. Markham. Map. London. 1865. 8°. (Hakluyt Society. No. 34. Contains the earliest notice of Peru.)
- 1868 — Pascual de Andagoya, um epysodio da historia patria. As quatro derradeiras noites dos inconfid. de minas geraes. (1792). Rio de Janeiro. 1868.